# Limax
Limax é um género de moluscos gastrópodes da família Limacidae, que inclui as lesmas.

## Espécies
- Limax aeolianus Giusti, 1973
- Limax albipes Dumont & Mortillet, 1853
- Limax bielzii Seibert, 1873
- Limax brandstetteri Falkner, 2008
- Limax canapicianus Pollonera, 1885
- Limax cephalonicus Simroth, 1886
- Limax ciminensis Pollonera, 1890
- Limax cinereoniger Wolf, 1803
- Limax conemenosi Böttger, 1882
- Limax corsicus Moquin-Tandon, 1855
- Limax dacampi Menegazzi, 1854
- Limax dobrogicus Grossu & Lupu, 1960
- Limax erythrus Bourguignat, 1864
- Limax gerhardti Niethammer, 1937
- Limax graecus Simroth, 1889
- Limax granosus Bérenguier, 1900
- Limax hemmeni Rähle, 1983
- Limax ianninii Giusti, 1973
- Limax lachensis Bérenguier, 1900
- Limax maximus Linnaeus, 1758[2]
- Limax millipunctatus Pini, 1885
- Limax pironae Pini, 1876
- Limax polipunctatus Pollonera, 1888
- Limax punctulatus Sordelli, 1871
- Limax redii Gerhardt, 1933
- Limax sarnensis Heim & Nitz, 2009
- Limax squamosus Bérenguier, 1900
- Limax subalpinus Lessona, 1880
- Limax veronensis Lessona & Pollonera, 1882
- Limax wohlberedti Simroth, 1900
- Limax zilchi Grossu & Lupu, 1960